# Gobertina mercurialis
Gobertina mercurialis är en tvåvingeart som beskrevs av Lindner 1938. Gobertina mercurialis ingår i släktet Gobertina och familjen vapenflugor.
Artens utbredningsområde är Kongo. Inga underarter finns listade i Catalogue of Life.